# Юдин, Евгений Яковлевич (учёный)
Евгений Яковлевич Ю́дин (9 (22) января 1914, Софиевский, Ставропольский уезд, Российская империя — 30 декабря 1991, Российская Федерация) — советский учёный, специалист в области аэродинамических систем и борьбы с шумом в строительстве, машиностроении, авиастроении, судостроении и горном деле.

## Биография
Родился 9 (22 января) 1914 года в Софиевском (ныне Ставропольский край).
Окончил среднюю школу в Краснодаре (1931), МИСИ имени В. В. Куйбышева (1937). Инженер-конструктор в «Росоргтепло» (1937—1938), служил в РККА (1938—1939).
В 1939—1960 годах работал в ЦАГИ имени С. Орджоникидзе в должностях от инженера до начальника отдела. Создал новую научную дисциплину — аэроакустика вентиляторов.
В 1960—1963 годах директор Научно-исследовательского института строительной физики (НИИСФ).
В 1963—1975 годах профессор, в 1967—1975 зав. кафедрой «Охрана труда» МВТУ имени Н. Э. Баумана. С 1975 года профессор Всесоюзного заочного инженерно-строительного института.
В последние годы жизни снова работал в НИИСФ.
Доктор технических наук (1960), профессор (1963).
Автор книг «Глушение шума вентиляторных установок» (1958), «Борьба с шумом» (1964), «Борьба с шумом на производстве» (1985).
Умер 30 декабря 1991 года.

## Награды и премии
- Сталинская премия третьей степени (1951) — за коренное усовершенствование вентиляционных установок для проветривания глухих забоев горных выработок